# Экорше

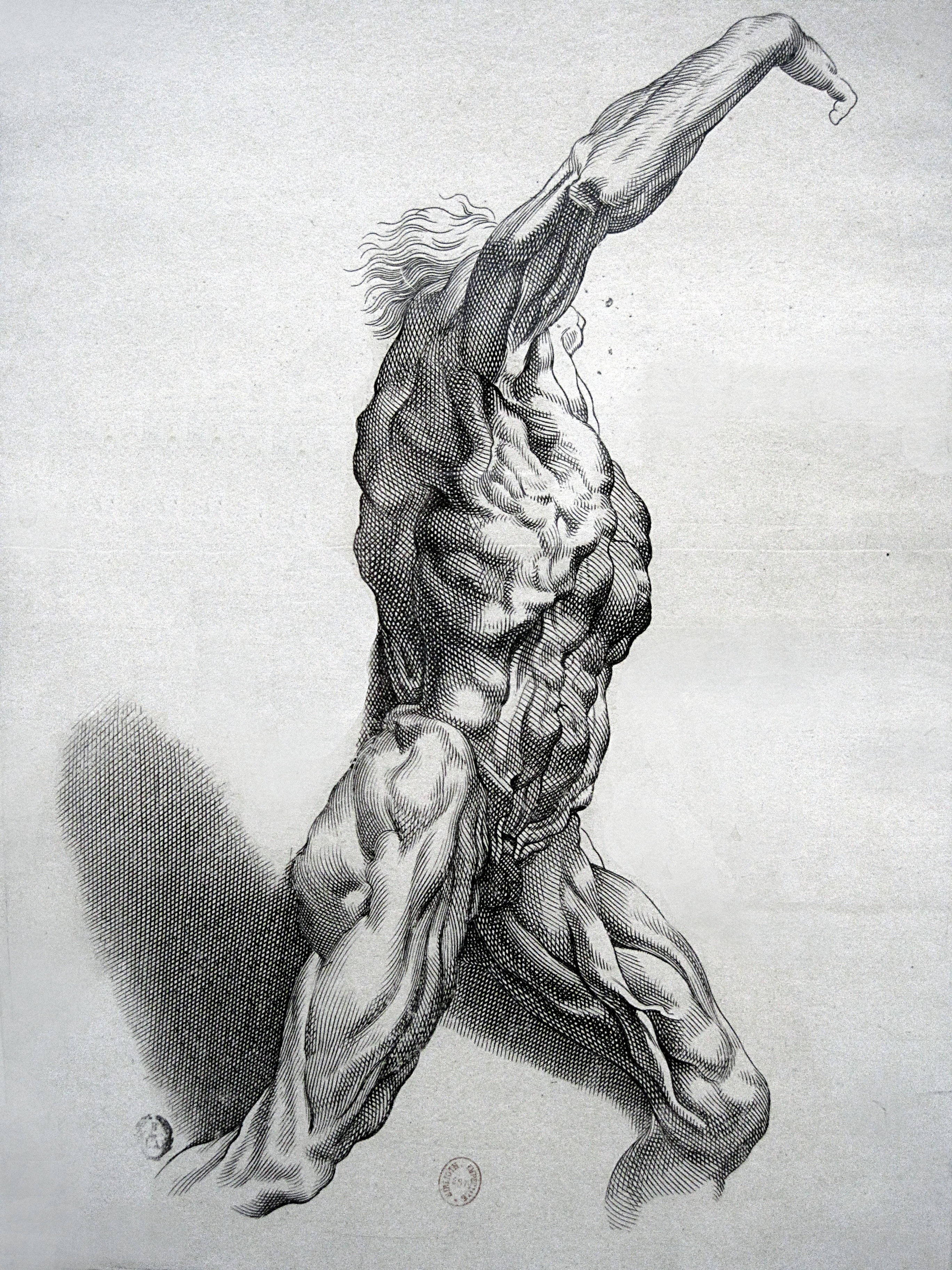
Экорше Паулюса Понтия

Экорше́ (фр. écorché — «ободранный» от фр. écorce — «кора, корка») — учебное пособие, скульптурное изображение фигуры человека, животного, лишённого кожного покрова, с открытыми мышцами.

## Искусство
Предположительно методы экорше использовались ещё в древности. Самое раннее достоверное свидетельство применения экорше в изобразительном искусстве относится к эпохе Возрождения. Архитектор Леон Баттиста Альберти рекомендует рисовать фигуры обнажённых людей, начиная с изображения костей и мышц, и лишь затем «облекать» их в кожу. Сохранились рисунки последователей Антонио Поллайоло, которые позволили сделать предположение, что он делал экорше. Леонардо да Винчи использовал эту технику в своих ранних эскизах животных с разложившимися конечностями, очень точно передавая мышечную структуру тела (рисунки из Виндзорского замка № 12625, 19003, 19013об., 19014).
В музее Барджелло во Флоренции имеется бронзовая анатомическая фигура работы скульптора-маньериста Л. К. Чиголи (ок. 1600 г.). В эпоху барокко рисунки «экорше» создавал архитектор и живописец Пьетро да Кортона.
Сам термин появился впервые в Словаре Французской Академии в 1787 году.

### «Экорше» Гудона
В 1766 году настоятель римской церкви Санта-Мария-дельи-Анджели-э-дей-Мартири выбрал молодого скульптора Жана-Антуана Гудона для создания двух статуй: покровителя картезианцев святого Бруно и святого Иоанна Крестителя. Эскиз для «Иоанна Крестителя» Гудон выполнил в виде анатомической фигуры, использовав знания, полученные им у хирурга Сегюра, который учил его анатомии на трупах в больнице Святого Людовика Французского. «Экорше» Гудона получил высокую оценку и Сегюра, и художников, и ценителей искусства. Скульптуру объявили лучшей из всех известных анатомических моделей. Директор Французской академии в Риме Шарль Натуар с разрешения маркиза Мариньи (протектора Академии живописи, ваяния и архитектуры) приобрёл гипсовый слепок с модели. Копии «экорше» стали непременным учебным пособием во всех художественных академиях и художественных школах до настоящего времени в процессе обучения академическому рисунку и лепке. Они стали столь популярны, что называются по фамилии скульптора: «гудонами».

## Анатомия
Анатомические препараты экорше применялись для обучения в основанной в 1765—1766 Школе ветеринаров в Мезон-Альфор и других французских учебных заведениях. Большое количество препаратов экорше выполнил первый директор ветеринарной школы в Мезон-Элфор, анатом Оноре Фрагонар.